# 設定運算子
在C++程式語言裡，設定運算子（英文：assignment operator）是用等號 = 符號。就像其他的C++運算子一樣，它可以作為多載。
複製設定運算子是一個特別的設定運算子，通常是用來把已存在的物件指定給其他相同類別的物件。它是一個特別的成員函式，如果程式設計師沒有定義這個成員函式，那麼編譯器會自動地產生這個成員函式。編譯器產生的程式碼是以單一成員進行物件複製的動作。
複製設定運算子，這個成員函式與複製建構子的相異點在於，它一定會清除目標物件的資料成員（以及確實掌控自我設值的動作），而複製建構子不會初始化類別的資料成員。
以下是原始碼的範例：
```
My_Array
 
first
;
           
// 由預設建構子做初始化動作

My_Array
 
second
(
first
);
   
// 由複製建構子做初始化動作

My_Array
 
third
 
=
 
first
;
   
// 這個也是由複製建構子做初始化動作

second
 
=
 
third
;
           
// 由複製設定運算子做設定的動作

```